# Мадала
Мадала — село в Гунибском районе Дагестана. Входит в состав сельского поселения Сельсовет Ругуджинский.

## География
Расположено в 5 км к юго-западу от районного центра с. Гуниб.

## Население
| 1939 | 1970 | 2002 | 2010 | 2021 |
| ---- | ---- | ---- | ---- | ---- |
| 123  | ↘44  | ↘0   | →0   | ↗1   |